# Dagvattnets dag
Dagvattnets dag infaller den 24 september varje år, oavsett veckodag. Dagvattnets dag instiftades 2020 av VA SYD och är en officiell temadag i Sverige. Den uppmärksammas av såväl branschorganisationen Svenskt Vatten, lokala och regionala VA-organisationer, privata aktörer inom området som universitet och högskolor. Datumet valdes då det sammanföll med internationella Stormwater Awareness Week. 
Syftet med dagen är att uppmärksamma (dag)vattnets roll i staden och att få fler att se dagvatten som en värdefull resurs. Arbetet med att göra plats för vattnet i tättbebyggda städer är omfattande och alla som bor och verkar i en stad kan bidra. 